# Amnéville
Amnéville – miejscowość i gmina we Francji, w regionie Grand Est, w departamencie Mozela.
Według danych na rok 1990 gminę zamieszkiwało 8926 osób, a gęstość zaludnienia wynosiła 853 osób/km² (wśród 2335 gmin Lotaryngii Amnéville plasuje się na 40. miejscu pod względem liczby ludności, natomiast pod względem powierzchni na miejscu 573.).
W miejscowości mieści się ogród zoologiczny.